# Partito Popolare Tedesco (1868)
Il Partito Popolare Tedesco, abbreviato DtVP (anche: Democratici, Partito Popolare della Germania Meridionale), in tedesco Deutsche Volkspartei fu un partito liberale di sinistra dell'Impero di Germania fondato nel 1868 e rappresentato nel Reichstag.
Non va confuso con il Partito Popolare Tedesco della Repubblica di Weimar, nato dal Partito Nazionale Liberale, o con altri partiti similmente abbreviati come il DVP.
Il DtVP nacque dall'ala sinistra del Partito del Progresso Tedesco, a seguito del conflitto costituzionale prussiano, nella Confederazione Tedesca del Nord, mentre l'ala liberale di destra divenne il Partito Nazionale Liberale, che sostenne la politica di Bismark e la supremazia prussiana nella Confederazione e più tardi nell'Impero tedesco.
Il DtVP, che fu in contrasto con i nazional-liberali, ebbe le sue roccaforti soprattutto nella Germania meridionale, principalmente in Baviera, Baden (dove fino al 1878 fu noto come Partito Democratico) e Württemberg (dove a partire dal 1864 fu noto come Partito Democratico Popolare)e sostenne la großdeutsche (ovvero l'unificazione tedesca comprendente l'Austria). Dopo la fondazione dell'impero tedesco nel 1871 (come kleindeutsche Lösung) rappresentò le strutture federaliste dell'impero e chiese riforme democratiche, in particolare un rafforzamento del parlamento. Nella sua campagna contro il predominio della Prussia ed il potere dell'imperatore, la DtVP collaborò temporaneamente anche con la Socialdemocrazia marxista dell'epoca.
Contrariamente al Partito Nazionale Liberale, al momento della fondazione del Reich si oppose alla politica di Bismarck. Il partito appoggiò le libertà liberali classiche nella prospettiva di un'unificazione tedesca "dall'alto". Il Partito Popolare ottenne il suo miglior risultato con l'elezione del Reichstag del 15 giugno 1893, conquistando 11 seggi con il 2,2% dei voti. Quasi tutti i delegati provennero dal Württemberg.
Nel 1910, il DtVP si fuse con il Partitpo Popolare Liberale e l'Associazione Liberale per formare il Partito Popolare Progressista. Dopo la prima guerra mondiale, il Partito Democratico Tedesco (DDP) ne uscì (1918).
Ludwig Quidde, premio Nobel per la pace nel 1927, fu un membro importante sia del DtVP (al quale si iscrisse nel 1893), sia del Partito popolare progressista, che del DDP.